# Ilyushin Il-80
El Ilyushin Il-80 (en ruso: Ил-80) también conocido como Il-86VKP o Il-87, es un avión cuatrimotor fabricado en la década de 1980 por la compañía Ilyushin, empleado como puesto de mando aéreo, derivado del avión comercial Ilyushin Il-86. El Il-80 está diseñado para que pueda ser empleado como puesto de mando para los oficiales rusos, así como para el Presidente de Rusia, en el supuesto de que el país entrara en una guerra nuclear. Su rol es similar al del Boeing E-4B.
El Il-80 no dispone de ventanas al exterior (a excepción de las situadas en la cabina) para proteger el interior de una explosión nuclear, así como del pulso electromagnético. Al igual que el E-4B, el Il-80 dispone de una cúpula dorsal, la cual se cree que alberga sistemas avanzados de comunicación vía satélite.
Se cree que el Il-80 realizó su primer vuelo en el verano de 1985, entrando en servicio el 5 de marzo de 1987. Se tuvo conocimiento de su existencia por primera vez por parte de observadores occidentales en el año 1992.

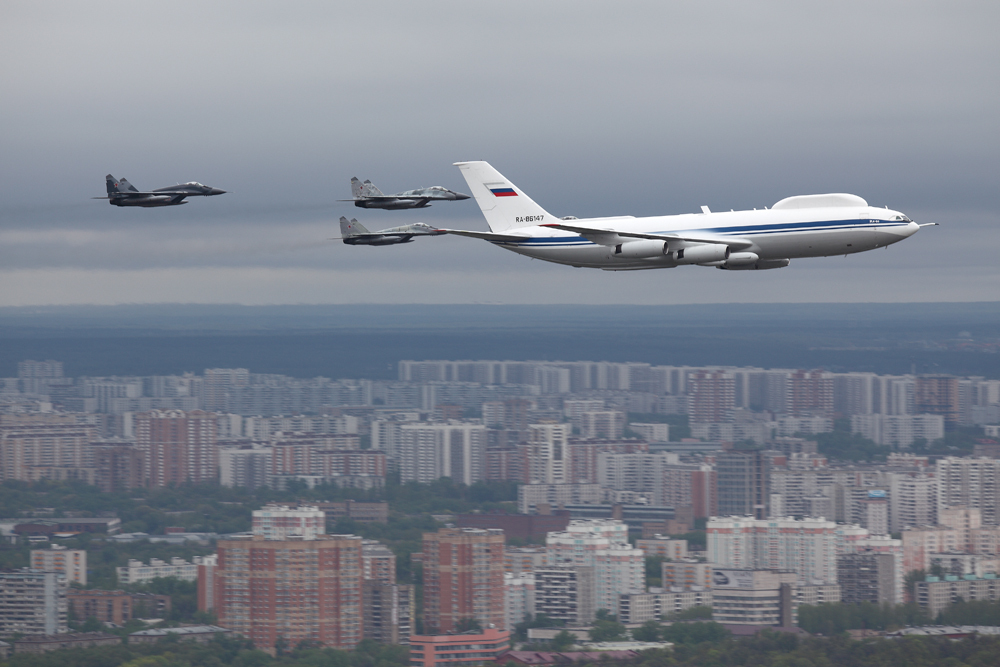
Ilyushin Il-80 sobrevolando Moscú, en la marcha militar del Día de la Victoria de 2010.

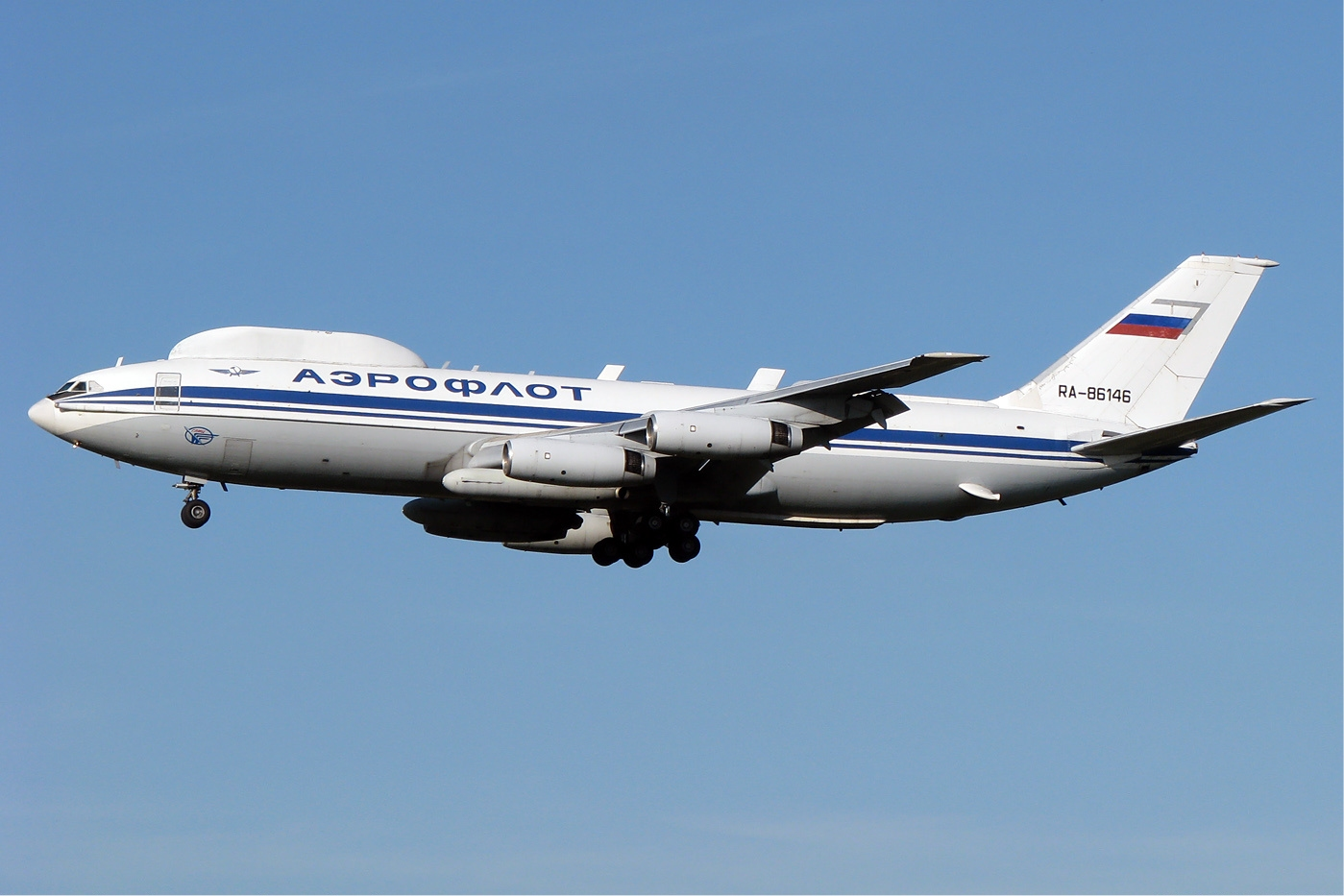
Ilyushin Il-80 en vuelo, con la librea de la aerolínea rusa Aeroflot.

## Usuarios
Rusia
- Fuerza Aérea Rusa

### Desarrollos relacionados
- Ilyushin Il-86

### Aeronaves similares
- Boeing E-4B
- Northrop Grumman E-10 MC2A